# Løysing
Løysing eller Leysingi var en frigiven träl i det vikingatida samhället. 
Deras rättigheter såg inte likadana ut som frifödda personer. Som fria personer hade de rätt att bli bötfällda för ett brott snarare än fysiskt bestraffade. 
Deras barn kategoriserades som Løsingssønn. 